# Georgia Baker
Georgia Baker (Launceston, 21 september 1994) is een Australisch baan- en wegwielrenster die sinds 2022 voor Team Jayco AlUla rijdt.

## Carrière
In 2019 won Baker tijdens de Wereldkampioenschappen baanwielrennen de ploegenachtervolging die ze reed samen met Ashlee Ankudinoff, Amy Cure, Annette Edmondson en Alexandra Manly. Datzelfde jaar won ze zilver op de koppelkoers met Cure. In 2023 won ze tweemaal zilver op de WK, dit was zowel op de koppelkoers als de puntenkoers. De koppelkoers reed ze dat jaar samen met Manly. Baker nam deel aan de Olympische Zomerspelen in 2016, 2021 en 2024. Op de Spelen behaalde ze driemaal een vijfde plaats, in 2016 en 2021 werd ze vijfde op de ploegenachtervolging en 2024 op de omnium.
Haar eerste professionele zege op de weg behaalde Baker in 2022, in haar eerste jaar bij BikeExchange Jayco, toen ze de tweede etappe won in de Ronde van Thüringen.

## Palmares

### Baan
| Jaar       | AK                                                    | OK                                                                    | WK                                                  | Overig |            |
| Als junior | Als junior                                            | Als junior                                                            | Als junior                                          | Als junior                                                                                                | Als junior |
| ---------- | ----------------------------------------------------- | --------------------------------------------------------------------- | --------------------------------------------------- | --- | ---------- |
| 2011       | ploegenachtervolging · puntenkoers                    |                                                                       | ploegenachtervolging · scratch                      | |            |
| 2012       | achtervolging · puntenkoers                           |                                                                       | ploegenachtervolging · scratch                      | |            |
| Als elite  |                                                       |                                                                       |                                                     | |            |
| 2010       |                                                       | ploegenachtervolging                                                  |                                                     | |            |
| 2011       |                                                       |                                                                       |                                                     | |            |
| 2012       | 4e omnium                                             | 4e achtervolging 5e omnium                                            |                                                     | |            |
| 2013       | 4e scratch 5e puntenkoers 6e achtervolging 10e omnium | ploegenachtervolging · 4e omnium                                      |                                                     | WB Manchester: · ploegenachtervolging                                                                     |            |
| 2014       | ploegenschtervolging · omnium · 10e achtervolging     | ploegenachtervolging · 4e scratch · 6e achtervolging · 7e puntenkoers |                                                     | WB Guadalajara: · ploegenachtervolging                                                                    |            |
| 2015       | ploegenachtervolging · koppelkoers · 6e achtervolging | achtervolging · omnium · ploegenachtervolging · puntenkoers           |                                                     | WB Cambridge · ploegenachtervolging                                                                       |            |
| 2016       | scratch · koppelkoers                                 | puntenkoers                                                           | 4e puntenkoers 5e ploegenachtervolging              | Olympische Spelen: 5e ploegenachtervolging                                                                |            |
| 2017       | scratch · 6e puntenkoers                              | puntenkoers                                                           |                                                     | |            |
| 2018       | scratch · achtervolging · 4e puntenkoers              | koppelkoers · omnium · ploegenachtervolging · puntenkoers · scratch   |                                                     | WB Saint-Quentin-en-Yveline: · ploegenachtervolging · koppelkoers · WB Berlijn: · ploegenachtervolging    |            |
| 2019       | koppelkoers · scratch · 5e puntenkoers                | ploegenachtervolging · omnium · puntenkoers · scratch                 | ploegenachtervolging · koppelkoers                  | WB Glasgow · koppelkoers · WB Cambridge · koppelkoers · WB Brisbane: · ploegenachtervolging · koppelkoers |            |
| 2020       |                                                       |                                                                       | 5e ploegenachtervolging 14e omnium                  | |            |
| 2021       | koppelkoers                                           |                                                                       | 6e koppelkoers                                      | Olympische Spelen: 5e ploegenachtervolging 7e koppelkoers                                                 |            |
| 2022       | koppelkoers                                           |                                                                       | 4e koppelkoers 4e ploegenachtervolging              | Gemenebestspelen: · ploegenachtervolging · puntenkoers                                                    |            |
| 2023       | koppelkoers · omnium                                  |                                                                       | koppelkoers · puntenkoers · 5e ploegenachtervolging | |            |
| 2024       |                                                       |                                                                       |                                                     | Olympische Spelen: 5e omnium 7e ploegenachtervolging 9e koppelkoers                                       |            |

### Weg
2022
2e etappe Ronde van Thüringen

#### Resultaten in voornaamste wedstrijden
| Jaar | Ronde van Italië | Ronde van Frankrijk | Ronde van Spanje |
| ---- | ---------------- | ------------------- | ---------------- |
| 2022 | opgave           |                     |                  |
| 2023 | 111e             |                     |                  |
| 2024 |                  |                     | 81e              |
| 2025 | opgave           |                     | opgave           |

| Jaar | Gent-Wevelgem | Ronde van Vlaanderen | Parijs-Roubaix |
| ---- | ------------- | -------------------- | -------------- |
| 2022 |               |                      |                |
| 2024 |               |                      |                |
| 2024 | opgave        |                      |                |
| 2025 | 84e           | opgave               | buit.tijd      |

## Ploegen
- 2015 –  Wiggle Honda
- 2017 –  Orica-Scott
- 2022 –  Team Jayco AlUla
- 2023 –  Team Jayco AlUla
- 2024 –  Liv AlUla Jayco
- 2025 –  Liv AlUla Jayco

Abbott · Baker · Bronzini · Christian · Cordon · D'Hoore · Edmondson · Fahlin · Hagiwara · Hosking · King · Longo Borghini · Mullens · Roberts · Roe · Sanchis · Wiasak
Allen · Baker · Crooks · Elvin · Garfoot · Manly · Neylan · Rowney · Roy · Spratt · Van Vleuten · Williams
Allen · Baker · Campbell · Faulkner · Fidanza · Kessler · Manly · Roseman-Gannon · Santesteban · Spratt · Tan · Williams · Žigart
Allen · Baker · Campbell · Faulkner · Gåskjenn · Howe · Kessler · Manly · Pate · Paternoster · Polites · Roseman-Gannon · Santesteban · Tan · Žigart
Andersson · Baker · Campbell · García · Gåskjenn · Howe · Korevaar · Manly · Pate · Paternoster · Roseman-Gannon · Smulders · Ton · Trevisi · Wyllie · Žigart
Andersson · Baker · García · van der Hulst · Korevaar · Pate · Paternoster · Roseman-Gannon · Smulders · Talbot · Ton · Trevisi · Trinca Colonel · Wyllie